# Araneus detrimentosus
Araneus detrimentosus es una especie de araña del género Araneus, tribu Araneini, familia Araneidae. Fue descrita científicamente por O. Pickard-Cambridge en 1889.
Se distribuye por Estados Unidos, México, Argentina y Costa Rica. La especie se mantiene activa durante todos los meses del año.